# 露口健司
露口 健司（つゆぐち けんじ、1970年12月 - ）は、日本の教育学者。愛媛大学教育学部准教授。鳴門教育大学学校教育学部初等教育教員養成課程卒業。九州大学大学院人間・環境学研究科教育学専修博士後期課程修了。

## 経歴
- 1994年 - 鳴門教育大学学校教育学部初等教育教員養成課程卒業。
- 2005年 - 九州大学人間・環境学研究科教育学専修博士後期課程修了。
- 1998年 - 九州共立大学経済学部講師就任。
- 2003年 - 九州共立大学経済学部助教授就任[1]。
- 2008年 - 愛媛大学教育大学准教授
- 2016年 - 愛媛大学大学院教育学研究科教授

## 所属学会
- 九州教育経営学会
- 九州教育学会
- 日本教育経営学会
- 日本教育行政学会
- 日本教育心理学会
- American Educational Research Association

## 受賞
- 日本教育行政学会研究奨励賞(2005年)
- 日本教育経営学会実践研究賞(2008年)
- 日本教育経営学会学術研究賞(2009年)

## 著書
- 『学校組織のリーダーシップ』（2008年8月29日、大学教育出版）